# U-1109
U-1109 – niemiecki okręt podwodny (U-Boot) typu VII C/41 z okresu II wojny światowej. Okręt wszedł do służby w 1944 roku.

## Historia
Wcielony do 8. Flotylli U-Bootów celem szkolenia załogi, od lutego 1945 roku w 11. Flotylli jako jednostka bojowa.
U-1109 odbył dwa patrole bojowe, podczas których nie zatopił żadnej jednostki przeciwnika.
Poddany 12 maja 1945 w Loch Eriboll (Szkocja), przebazowany 31 maja do Lisahally (Irlandia Północna).
Zatopiony 6 stycznia 1946 roku w ramach operacji Deadlight przez brytyjski okręt podwodny HMS „Templar”.